# 영천 은해사 괘불탱
영천 은해사 괘불탱(永川 銀海寺 掛佛幀)은 대한민국 경상북도 영천시 청통면 치일리, 은해사에 있는 조선시대의 탱화이다. 1997년 8월 8일 대한민국의 보물 제1270호로 지정되었다.

## 개요
괘불이란 절에서 큰 법회나 의식이 열릴 때 법당 앞 뜰에 걸어놓고 예배를 드리기 위해 만든 대형 불교그림을 말하는데, 이 불화는 거대한 화면에 불을 단독으로 그린 형식으로 비단바탕에 채색되었다.
이 괘불의 불(佛) 좌우로 대칭되게 장식을 넣어 자칫 단조로워지기 쉬운 화면을 조화롭게 나타내었다. 녹색의 머리광배에 붉은색의 옷을 입고 있으며, 둥근 얼굴에는 부드러운 표정을 짓고 있다. 어깨선 또한 둥글게 처리되어 전체적으로 원만하고 부드러운 이미지를 나타낸다. 화면 윗부분의 양쪽에는 새와 덮개 장식이 있고 중앙부의 양쪽으로는 모란이 배치되어 있어 불세계의 평화스러움을 상징적으로 표현하였다. 황토바탕에 붉은색과 녹색이 주로 사용되었으며 필치가 매우 정밀하면서도 세련되어 활기찬 인상을 준다.
영조 26년(1750)에 제작된 이 괘불은 연꽃이 활짝 피어난 연못으로부터 천상세계로의 상승을 나타낸 상징적인 화면구성을 하고 있으며 원만한 형태, 세련된 필선, 적절한 색의 조화 등이 매우 돋보이는 18세기 불화 중 걸작으로 꼽히는 작품이다.

## 현지 안내문
이 그림은 조선 영조 26년(1750)에 화원 처일, 보총에 의해 그려진 족자그림으로, 규격은 10.56m×4.74m이며 재질은 견본채색이다.
전체 높이가 411.56m에 달하며, 독존도 형식의 아미타여래상으로서 화려하면서도 기품 있는 단아한 입상이다.
화면 중앙부 양쪽의 단화에 배치된 붉은 꽃과 상단 좌우에 배치한 극락조와 천개양식은 불 세계의 평화스러움을 상징적으로 표현한 것으로 지금까지 조사된 괘불화에서는 거의 볼 수 없는 내용이다.
또한 화면의 테두리를 녹색으로 구획지어 붉은 원안에 범자(梵字)를 써 넣은 문양을 반복적으로 표현한 것도 이 괘불화의 특징이다.
이 그림은 상징적인 화면구성과 원만한 형태, 유려한 필선, 적절한 색의 조화 등이 매우 돋보이는 18세기 불화 가운데서 걸작으로 평가된다.

## 같이 보기
- 은해사

## 참고 자료
- 영천 은해사 괘불탱 - 국가유산청 국가유산포털